# G.S. Hockey Molfetta
La G.S. Hockey Molfetta è una società italiana di hockey su pista con sede a Molfetta. Fondata nel 1980 come Hockey Club Molfetta cambia denominazione nel 2012 in Molfetta Hockey 2012 nel 2017 e G.S. Hockey Molfetta nel 2023.

## Storia

### I primi anni dell'Hockey Club (1980-1998)

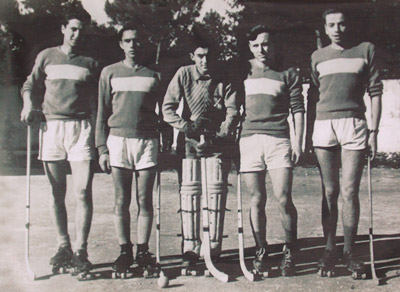
I fondatori dell'HC Molfetta.

L'Hockey Club Molfetta nasce nell'estate del 1980 dall'intuito di Mario Cantatore che, grazie ad un manipolo di appassionati e sulla scia dei brillanti risultati conseguiti dal tecnico molfettese Gianbattista Massari nella vicina cittadina di Giovinazzo con le insegne dell'AFP Giovinazzo, pianta il seme dell'hockey nella nostra città.
I colori sociali scelti sono il bianco e il rosso, gli stessi contenuti nello stemma della città di Molfetta. Sotto la guida del presidente Cantatore la società crea uno dei vivai più forti del panorama italiano, collezionando numerosi trofei giovanili: dal vivaio molfettese degli anni '90 usciranno ottimi hockeisti, perché l'Hockey Club viene promosso in Serie A1 per la prima volta al termine della stagione 1996-1997 conclusa al primo posto del girone A di Serie A2.
Tuttavia la stagione 1997-1998 si rivela poco fortunata in virtù del decimo posto conseguito che fa scendere di categoria la compagine biancorossa. Al termine della stagione il presidente Cantatore lascia la presidenza della società.

### L'era Fiorentini (1998-2007)
Nuovo presidente della società, sponsorizzata dalla Promove dalla stagione precedente, diventa Nunzio Fiorentini e l'Hockey Club, con obiettivo la pronta risalita, disputa a cavallo del nuovo millennio due stagioni ad alto livello, terminate al secondo e al terzo posto del girone B pur non culminate con una nuova promozione.
Ospite fissa della categoria, il Molfetta termina le stagioni dal 2000-2001 al 2003-2004 nella parte centrale della classifica del girone B della serie A2 prima e del girone unico della serie A2 poi nel 2004-2005.
La prima svolta: giunta 2ª nel girone unico della Serie A2, va ai play-out con la dodicesima classificata della Serie A1, l'Amatori Sporting Lodi; in caso di vittoria la compagine biancorossa sarebbe stata promossa in Serie A1. Perde tuttavia entrambe le gare (1-5 fuori e 3-5 in casa) contro la più quotata squadra lombarda e resta in Serie A2.

#### La promozione in Serie A1 nella stagione 2005-2006
La promozione è solo rimandata di un anno ed arriva al termine della stagione 2005-2006, conclusa al secondo posto nel girone unico di Serie A2. Grande protagonista della stagione è l'esterno Luigi Lezoche, al termine del campionato vincitore della "Stecca d'Oro di Serie A2", riservata al miglior marcatore della categoria.
Il secondo posto in campionato è frutto di una lunga volata tra le tre pretendenti ai primi due posti (Molfetta, Zichele Sia Bassano e Ciabatti Castiglione), conclusasi solo all'ultima giornata, premiando il Molfetta, che con una larga vittoria ai danni dell'Hockey Sarzana aggancia il Castiglione al secondo posto, a causa del pareggio dei toscani a Thiene, e si aggiudica la promozione in Serie A1 per differenza reti.
Come seconda classificata della Serie A2 l'Hockey Club ha accesso al turno preliminare dei "play-off scudetto" nel quale affronta il Roller Salerno, settima classificata della Serie A1. Dopo due gare molto combattute il Molfetta viene eliminato, perdendo entrambe le partite (2-3 in casa e 3-1 fuori) contro un avversario decisamente più forte.
Il 2006-2007 è la seconda stagione in Serie A1 per l'Hockey Club, affrontata con mister Michele Poli in panchina e lo zoccolo duro del roster formato dai portieri Picca e De Pinto, e dagli esterni Persia, Lezoche, Spadavecchia, Turturro, Agrimi, Azzolini, Piscitelli, Vivilecchia e dal capitano De Robertis, a cui saranno aggregati i giovani Boccasini, Angione e il nazionale juniores Sinisi.
Le avvisaglie di una stagione che si rivelerà travagliata le si hanno già dal girone di Coppa Italia, a cui il Molfetta partecipa in quanto iscritto alla Serie A1 della stagione in corso, disputato a Breganze il 16-17 settembre, in cui il Molfetta subisce tre sconfitte in altrettante gare: 11-2 contro Infoplus Bassano, 11-2 contro Ecoambiente Prato e 7-2 contro il Roller Bassano.
Scarsa vena realizzativa in area avversaria e grossi passivi nelle differenze reti saranno caratteri comuni a quasi tutte le prestazioni biancorosse in campionato. Da segnalare comunque le ottime prestazioni del portiere Gaetano Picca, che eviteranno all'Hockey Club passivi ulteriormente pesanti, e grandi prove d'orgoglio e dignità da parte di tutti gli atleti della rosa.
La stagione terminerà con un solo punto in classifica, ottenuto in casa conto l'International Services Modena Hockey per 3-3, con un roster che, salvo qualche buona prestazione casalinga, si rivela non adatto alla massima categoria, incassando ben 285 reti e finalizzando sotto porta solo 76 volte. Al termine della stagione il presidente Fiorentini si dimette.

### L'era De Palma (2007-2012)
Nell'estate del 2007 una cordata di personaggi locali appassionati di questo sport, con a capo Massimo De Palma, subentra al presidente Fiorentini. Il nuovo presidente, profondo conoscitore dell'hockey e della realtà molfettese, avendo militato nell'Hockey Club per molti anni, insieme ai suoi più stretti collaboratori, si pone quattro obiettivi primari: risalire in Serie A1 con l'intento di rimanerci in maniera duratura;, raggiungere nei cinque anni successivi un posto in Coppa CERS, ricreare un vivaio e più in generale un settore giovanile altamente competitivo e avvicinare quanti più appassionati possibili alla realtà hockeystica molfettese con l'ausilio di molteplici iniziative in grado di creare entusiasmo ed attaccamento alla squadra.
Molfetta riparte dalla Serie A2 pronto a provare subito a risalire nella massima serie: nuovo mister dei biancorossi è l'argentino José Oscar Vianna, mentre i nuovi innesti per rendere competitiva la rosa sono gli esterni David Vianna, fratello del mister, e Antonio Cirilli, il portiere argentino Aranda e la definitiva affermazione in prima squadra del giovane Maurizio Sinisi, mentre nuovo capitano è Cristiano Agrimi.
Partono invece Vivilecchia, Persia, Piscitelli, Turturro e il portiere Picca; a stagione in corso rientrerà in rosa il vecchio capitano De Robertis reduce da un brutto infortunio. Inoltre la società, al frutto di tutelare e valorizzare i più giovani in rosa, mantiene una squadra in Serie B. Primo appuntamento stagionale dell'Hockey Club è la Coppa Italia 2007-2008: nel girone B disputato a Valdagno il 29-30 settembre il Molfetta non sfigura, pur coinvolta in sfide contro avversari di categoria superiore, battendo la più abbordabile MB Sia Roller Bassano per 1-0 e perdendo onorevolmente contro Toyota Valdagno e contro Prato Ecoambiente rispettivamente per 1-5 e 1-3. Il girone viene concluso con 3 punti a pari merito di Prato e Bassano, con quest'ultima squadra che passa al gruppo B di semifinale in virtù di una migliore differenza reti.
Come valore aggiunto della squadra biancorossa si segnala subito Antonio Cirilli. Secondo appuntamento della stagione è la Coppa di Lega A2 2007-2008, il cui girone C viene ospitato al Pala Don Sturzo di Molfetta il 13-14 ottobre: l'Hockey Club batte l'Hockey Sarzana per 3-2 e la Pattinomania Matera per 6-1, staccando, grazie al punteggio pieno nel girone, il biglietto per il girone finale a 3 in programma a Breganze il 21 ottobre.
I biancorossi arriveranno secondi ad un punto dalla vincitrice Rotellistica 93 Novara: fatale la sconfitta per 3-0 contro i piemontesi, dopo la vittoria ottenuta per 3-2 contro l'Azeta Artprint Correggio. In campionato il Molfetta, grazie ad un filotto di ben 6 vittorie consecutive, chiude in testa il girone d'andata, proponendosi come una delle favorite alla promozione; tuttavia un girone di ritorno caratterizzato da ben 5 sconfitte e 2 sole vittorie (ottenute, seguite da un pareggio, nelle ultime giornate di campionato) relega i biancorossi al quarto posto nella "regular season".
L'andamento altalenante è stato causato da gravi infortuni e pesanti squalifiche individuali nella prima parte del girone di ritorno. Il Molfetta viene inserito nella Poule B dei play-off per la Serie A1 con TFL Montebello, Nazionale Servizi Thiene e GR Costruzioni Novara.
I piemontesi domineranno il girone, con sei vittorie su sei partite, garantendosi la promozione, mentre i vicentini, giunti secondi, affronteranno i playout contro il Ciabatti Castiglione; l'Hockey Club chiuderà ultimo con soli 4 punti, frutto del pareggio per 3-3 con il TFL Montebello e della vittoria per 4-1 ai danni del Nazionale Servizi Thiene.

#### La terza promozione in Serie A1 nella stagione 2008-2009
La seconda stagione di mister Vianna sulla panchina biancorossa vede la partenza di Aranda e i ritiri di Onofrio Spadavecchia (anche se temporaneo) e di capitan De Robertis, sostituiti dal portiere Trombetta e dai cavalli di ritorno Persia e Piscitelli: unico obiettivo dell'Hockey Club è la promozione in Serie A1.
Il 13-14 settembre Molfetta ospita il girone D di Coppa Italia di Serie A1, composto da Metalba Bassano, Gemata Trissino, AFP Giovinazzo e Sorgente Camonda Breganze, che verrà vinto dai bassanesi con 7 punti, contro i 5 dei vicentini nerazzurri, mentre i pugliesi e i breganzesi termineranno rispettivamente con 2 e 1 punto.
Le prime due squadre passano al girone B di semifinale in cui affrontano Toyota Valdagno e Ingraph Seregno. Il Valdagno vincerà il girone disputato in casa concludendolo a punteggio pieno, perdendo tuttavia la doppia finale con l'Etruria Follonica. La stagione 2008-2009 dei biancorossi comincia il 13-14 settembre con la Coppa di Lega di Serie A2, e vengono inseriti nel girone B che si disputa a Matera con la squadra lucana e col Azeta Artprint Correggio.
Due vittorie, ottenute entrambe per 5-2, lanciano l'Hockey Club alla final four in programma a Thiene il 21 settembre; tuttavia l'avventura termina in semifinale con la sconfitta per 4-3 contro l'Hockey Thiene, poi vincitrice del torneo. Il campionato vede i biancorossi tra i favoriti assieme a Azeta Artprint Correggio, Tecnocablaggi Thiene e Alitech Sarzana.

#### La stagione 2012-2013, la ripartenza dalla Serie B
Dopo la sfortunata stagione 2011-2012, terminata con la retrocessione Serie A2, l'Hockey Club è costretto a ritirarsi dal secondo campionato nazionale prima dell'inizio della competizione, optando per la ripartenza dalla Serie B, promuovendo l'allenatore delle formazioni della serie B e delle giovanili Vito Bavaro alla guida della squadra maggiore.
Della prima squadra della stagione passata restano solo Del Vescovo e Belgiovine, che vengono affiancati dal ritorno all'hockey giocato di Di Lernia, nuovo capitano biancorosso, e dai giovani fratelli Angione, dal portiere De Palma e da Pepe, già protagonisti in Serie A1, specie nella trasferta a Seregno, nell'ultimo scorcio della stagione precedente. L'allenatore e la società completano la squadra con altri ragazzi del vivaio molfettese e alcuni ragazzi provenienti dal settore giovanile dell'AFP Giovinazzo. La squadra cambia nome: nasce il Molfetta Hockey 2012.

### L'era Messina (2015-2016)
Nell'inverno del 2014 la società cambia totalmente gestione grazie all'ingresso di un nuovo gruppo imprenditoriale locale capitanato dal Dr. Angelo Messina, noto imprenditore cittadino. Il gruppo si pone obiettivi a lungo termine per portare l'hockey molfettese ai fasti di un tempo.
A dirigere il settore tecnico viene chiamato Michele Poli. Nel campionato 2014-2015, all'ultima giornata e con il fattore campo a proprio favore, il Molfetta vince lo scontro diretto con Roller Salerno e si aggiudica il primo posto del girone E della serie B davanti allo stesso Salerno, Matera e AFP Giovinazzo. La squadra accede alla final eight giocata a Forte dei Marmi e si classifica al secondo posto del girone A ed al terzo posto della classifica nazionale del campionato di serie B. La promozione in A2 è sfumata di un soffio.
Nel 2015-2016, stesso epilogo: penultima giornata, scontro diretto con il Roller Salerno e con il fattore campo a proprio favore, il Molfetta fa sua la posta in gioco classificandosi prima nel girone D della serie B davanti a Salerno, Giovinazzo e Matera. La squadra accede alla final eight e viene inserita in un girone di ferro con Roller Lodi, SCS 84 Follonica e Fortitudo 2012 Trissino.
I ragazzi di mister Agrimi, forti del fattore campo a propria disposizione (è la prima volta che le final eight si giocano in una località del sud-Italia), non possono perdere questa occasione per centrare l'obiettivo promozione in A2. Davanti a quasi 500 tifosi, i ragazzi dominano la prima partita per 7-3 contro la SCS 84 Follonica. Vincono in rimonta per 3-2 una partita soffertissima con la Fortitudo 2012 Trissino e vincono al cardiopalma contro la Roller Lodi ai tiri di rigore dopo essere stati sotto con il punteggio di 5-7 a 3 minuti dalla fine della partita.
Durante la lotteria dei rigori, Tommaso Belgiovine para 5 rigori su 5, mentre il Molfetta sbaglia con Sinisi, Boccasini, Lezoche e De Bari. Il quinto ed ultimo rigore è tirato da Messina che non sbaglia: finalmente è promozione in A2 e pubblico in delirio. I ragazzi vincono anche la finale 1º-2º posto contro La Mela Montale con il punteggio di 3-1 laureandosi campioni nazionali del campionato di serie B.

### Un nuovo capitolo, chiamato Estrelas
Nell'inverno del 2017 il fallimento dell'Hockey Molfetta 2012 per motivi economici porta la nascita di una nuova realtà hockeistica chiamata Estrelas, ripartito dal campionato di serie B. Nella stagione 2018-2019, la squadra è affidata alla guida tecnica di Pino Marzella, centrando subito il primo posto nel girone E, vincendo la finale 1º-2º, laureandosi così campioni nazionali del campionato di serie B.

### Un nuovo capitolo, chiamato GS Hockey Molfetta
Nell'estate del 2023 nasce la nuova GS Hochey Molfetta ripartendo dal campionato di Serie B.

## Cronistoria
| Cronistoria dell'Hockey Hc Molfetta |
| --- |
| - 1980 – Fondazione dell'Hockey Club Molfetta - 1981-1982 – Serie C. - 1982-1983 – Serie C. - 1983-1984 – Serie C. Promosso in Serie B. - 1984-1985 – Serie B. - 1985-1986 – Serie B. - 1986-1987 – Serie B. - 1987-1988 – Serie B. Promosso in Serie A2. - 1988-1989 – 10º in Serie A2. - 1989-1990 – 15º in Serie A2. Retrocesso in Serie B. - 1990-1991 – 6º in Serie B girone B. - 1991-1992 – 6º in Serie B girone B. - 1992-1993 – 1º in Serie B girone B. Promosso in Serie A2. - 1993-1994 – 10º in Serie A2. Retrocesso in Serie B. - 1994-1995 – 1º in Serie B girone B. Promosso in Serie A2. - 1995-1996 – 10º in Serie A2. - 1996-1997 – 1º in Serie A2 girone A. Promosso in Serie A1. - 1997-1998 – 10º in Serie A1. Retrocesso in Serie A2. - 1998-1999 – 2º in Serie A2 girone B. - 1999-2000 – 3º in Serie A2 girone B. - 2000-2001 – 7º in Serie A2 girone B. - 2001-2002 – 7º in Serie A2 girone B. - 2002-2003 – 6º in Serie A2. - 2003-2004 – 9º in Serie A2. - 2004-2005 – 2º in Serie A2. - 2005-2006 – 2º in Serie A2. Promosso in Serie A1. - 2006-2007 – 14º in Serie A1. Retrocesso in Serie A2. - 2007-2008 – 4º in Serie A2. - 2008-2009 – 2º in Serie A2. Promosso in Serie A1. - 2009-2010 – 9º in Serie A1. - 2010-2011 – 6º in Serie A1, eliminato ai quarti di finale dei play-off scudetto. Eliminato alla seconda fase della Coppa Italia - 2011-2012 – 13º in Serie A1. Retrocesso in Serie A2. Eliminato alla prima fase della Coppa Italia. Eliminato al primo turno della Coppa CERS. - 2012 - Cambia denominazione in Molfetta Hockey 2012. Si ritira dal campionato di serie A2 e riparte dalla serie B. - 2012-2013 – 3º in Serie B girone C. - 2013-2014 – 1º in Serie B girone D, 3º alle final eight. - 2014-2015 – 1º in Serie B girone E, 4º alle final eight. - 2015-2016 – 1º in Serie B girone D, vince le final eight. Promosso in Serie A2 - 2016-2017 – 5º in Serie A2, eliminato in semifinale dei play-off promozione. - 2017 - Molfetta Hockey 2012 fallimento e Viene rifondata la società con denominazione Hockey Estrelas Molfetta. - 2017-2018 – 6º in Serie B girone D. - 2018-2019 – 1º in Serie B girone E, vince le final eight. Promosso in Serie A2. - 2019-2020 – 5º in Serie A2. - 2020-2021 – 11º in Serie A2. : Si ritira dal campionato di serie A2. - 2021-2022-2023 – Inattiva - 2023 - Nasce la GS Hockey Molfetta ripartendo dal campionato di Serie B. - 2023-2024 – 1º in Serie B girone E. 4º nel girone finale Centro Sud. - 2024-2025-2026 – Inattiva |

## Colori e simboli
I colori sociali sono il classico biancorosso che si rifà allo stemma comunale di Molfetta, il simbolo più ridondante del recente passato sono state le stecche da hockey incrociate.

## Strutture
Storicamente la casa del "Hockey Club" fin dal 1980 è stato il Pala Don Sturzo, oggi denominato “PalaFiorentini” (in onore del vecchio presidente del club), il più vecchio palazzetto della città, ad oggi adibito ad hoc per l'uso di questo sport, con capienza di quasi 400 spettatori. È dotato di una gradinata in cemento e barriere regolamentari per la massime competizioni di hockey su pista. All'esterno è dotato anche di un recente playground per lo street basket all'aperto.

## Palmarès

### Altre competizioni
- Campionato italiano di serie B/A2: 2

1996-1997, 2008-2009
- Coppa Italia/Lega A2: 2

1998-1999, 1999-2000

## Statistiche

### Partecipazioni ai campionati
| Livello | Categoria | Partecipazioni | Debutto   | Ultima stagione | Totale |
| ------- | --------- | -------------- | --------- | --------------- | ------ |
| 1º      | Serie A1  | 5              | 1997-1998 | 2011-2012       | 5      |
| 2º      | Serie A2  | 18             | 1988-1989 | 2020-2021       | 18     |
| 3º      | Serie B   | 14             | 1984-1985 | 2018-2019       | 14     |

### Partecipazioni alle coppe europee
| Competizione | Partecipazioni | Debutto   | Ultima stagione | Miglior risultato         |
| ------------ | -------------- | --------- | --------------- | ------------------------- |
| Coppa CERS   | 1              | 2011-2012 | 2011-2012       | Primo turno nel 2011-2012 |

## Organico

### Staff tecnico
- 1º Allenatore:
- 2º Allenatore: